# Adoretus hexagonus
Adoretus hexagonus är en skalbaggsart som beskrevs av Frey 1973. Adoretus hexagonus ingår i släktet Adoretus och familjen Rutelidae. Inga underarter finns listade i Catalogue of Life.